# Carlo Pedrotti
Cet article possède un paronyme, voir Pedretti.
Carlo Pedrotti (né le 12 novembre 1817 à Vérone et mort le 16 octobre 1893  dans la même ville) est un compositeur et chef d'orchestre italien de la période romantique, dont l'œuvre la plus populaire est Tutti in maschera (en).

## Biographie
Carlo Pedrotti est né à Vérone, où il a étudié la musique avec le compositeur Domenico Foroni (en). Il a composé deux opéras qui n'ont jamais été montés, mais son opéra semiseria Lina lui a apporté le succès en 1840, et son opéra suivant, Clara di Milan, a été joué un peu plus tard cette année. Carlo Pedrotti obtient la direction de l'Opéra d'Amsterdam où il crée Matilde et La figlia dell'arciere (1844) avant de revenir à Vérone. Il produit deux opéras à La Scala Gelmina o Col fuoco non si scherza (1853) et Genoveffa del Brabante (1854), mais c'est à Vérone qu'est créé Tutti in maschera destiné à devenir son plus grand succès, inspiré de la pièce de Carlo Goldoni L'impresario delle Smirne (1760). L'opéra est aussi donné à Vienne et traduit en français (Les Masques) pour y être représenté en 1869.
Sa carrière continue avec des opéras-bouffe comme Guerra in quattro (1862) et surtout des drames sérieux comme Mazzeppa, Marion de Lorme ou Il favorito (créé à Turin) où Pedrotti dirige le Teatro Regio (de 1868 à 1882). Olema la schiava, son dernier opéra, est créé à Modène en 1872, en laissant deux opéras inachevés. A Turin, il prodigue un enseignement musical et vocal au ténor Francesco Tamagno.
Il peut également être considéré comme un des tout premiers chefs d'orchestre proprement dits (auparavant, le premier violon coordonnait l'exécution). C'est lui qui dirige la première exécution en Italie d'opéras comme Carmen, de ceux de Wagner, de Massenet ou de Gounod. En 1882, il s'installe à Pesaro où le Lycée musical voulu par Gioacchino Rossini est enfin inauguré.
Carlo Pedrotti se suicide le 16 octobre 1893 en se jetant dans l'Adige après avoir interdit que ses œuvres soient exécutées un an auparavant.

## Opéras
Pedrotti a écrit seize opéras, essentiellement des opéras bouffes. Il a aussi composé de la musique sacrée et diverses mélodies.
| Année de création | Titre                               | Type                 | Librettiste           | Lieu                       |
| ----------------- | ----------------------------------- | -------------------- | --------------------- | -------------------------- |
| non joué          | Antigone                            | opera seria          | M M Marcello          |                            |
| non joué          | La sposa del villagio               | opera semiseria      | M M Marcello          |                            |
| 1840              | Lina                                | opera semiseria      | M M Marcello          | Teatro Nuovo (it), Vérone  |
| 1840              | Clara di Mailand                    | opera seria          |                       | Teatro Nuovo (it), Vérone  |
| 1841              | Matilde                             | opera seria          | Amsterdam             |                            |
| 1844              | La figlia dell'arciere              | opera semiseria      | Felice Romani         | Amsterdam                  |
| 1846              | Romea di Montfort                   | opera seria          | Gaetano Rossi         | Teatro Nuovo (it), Vérone  |
| 1851              | Fiorina, o La fanciulla di Glaris   | opera semiseria      | L Serenelli Honorati  | Teatro Nuovo (it), Vérone  |
| 1852              | Il parrucchiere della reggenza      | opera comica         | Gaetano Rossi         | Teatro Nuovo (it), Vérone  |
| 1853              | Gelmina, o Col fuoco non si scherza | opera semiseria      | Giovanni Peruzzini    | Teatro alla Scala de Milan |
| 1854              | Genoveffa del Brabante              | opera seria          | Gaetano Rossi         | Teatro alla Scala de Milan |
| 1856              | Tutti in maschera                   | commedia lirica      | M M Marcello          | Teatro Nuovo (it), Vérone  |
| 1859              | Isabella d'Aragona                  | opera seria          | M M Marcello          | Turin                      |
| 1861              | Guerra in quattro                   | opera buffa          | M M Marcello          | Milan                      |
| 1861              | Mazeppa                             | tragica              | Achille de Lauzières  | Bologne                    |
| 1865              | Marion Delorme                      | opera seria          | M M Marcello          | Teatro Verdi (Trieste)     |
| 1870              | La vergine di Kermo                 | melodramma romantica | Francesco Guidi       |                            |
| 1870              | l favorito                          | tragedia lirica      | G Bercanovich         | Turin                      |
| 1872              | Olema la schiava                    | opera seria          | Francesco Maria Piave | Modène                     |